# Адамс (округ, Иллинойс)
Адамс (англ. Adams) — округ в штате Иллинойс, США. По данным переписи 2010 года численность населения округа составила 67103 чел., по сравнению с переписью 2000 года оно уменьшилось на 1,7 %. Окружной центр округа Адамс — город Куинси.

## История
Округ Адамс сформирован в 1825 году из округа Пайк. Своё название получил в честь шестого президента США Джона Куинси Адамса.

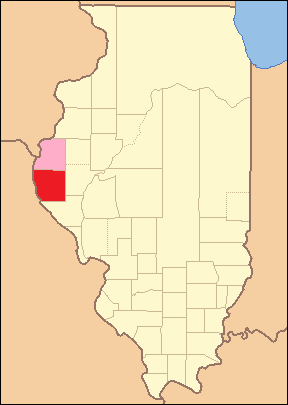
Территория округа до 1829 года
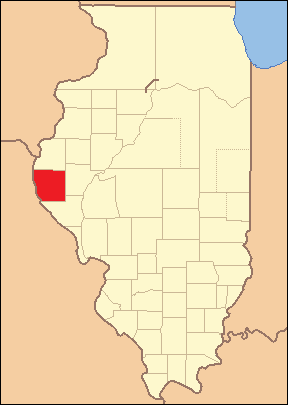
Территория округа с 1829 года

## География
Общая площадь округа — 2257 км² (871,34 миль²), из которых 2215 км² (855,2 миль²) или 98,15 % суши и 41,8 км² (16,14 миль²) или 1,85 % водной поверхности.

### Климат
Округ находится в переходной зоне между влажным климатом континентального типа и влажным субтропическим климатом. Температура варьируется в среднем от минимальных -9 °C в январе до максимальных 31 °C в июле. Рекордно низкая температура была зафиксирована в январе 1979 года и составила -29 °C, а рекордно высокая температура была зарегистрирована в июле 2005 года и составила 41 °C. Среднемесячное количество осадков — от 35 мм в январе до 117 мм в мае.

### Соседние округа
Округ Адамс граничит с округами:
|                                             |       | Ханкок         |
| Марион (штат Миссури), Льюис (штат Миссури) | север | Браун, Скайлер |
| Марион (штат Миссури), Льюис (штат Миссури) | Адамс | Браун, Скайлер |
| Марион (штат Миссури), Льюис (штат Миссури) | юг    | Браун, Скайлер |
|                                             | Пайк  |                |

### Основные автомагистрали
| Автомагистраль                  | Длина     | Начальный пункт   | Конечный пункт     | Год образования |
| ------------------------------- | --------- | ----------------- | ------------------ | --------------- |
| Межштатная автомагистраль I-172 | 31,69 км  | Фолл-Крик         | Куинси             | 1995            |
| Шоссе US-24                     | 2478 км   | Минтерн, Колорадо | Кларкстон, Мичиган | 1926            |
| Шоссе US-36                     | 2276 км   | Роки-Маунтин      | Юриксвилл, Огайо   | 1926            |
| Трасса Illinois-57              | 20,26 км  | Фолл-Крик         | Куинси             | 1949            |
| Трасса Illinois-61              | 72,05 км  | Эрса              | Теннесси           | 1924            |
| Трасса Illinois-94              | 207,22 км | Кэмп-Пойнт        | Оак-Гроу           | 1924            |
| Трасса Illinois-96              | 227,17 км | Кампсвилл         | Тер-Хаут           | 1924            |
| Трасса Illinois-104             | 202,63 км | Куинси            | Тейлор             | 1924            |
| Трасса Illinois-336             | 130 км    | Фаулер            | Маком              |                 |

## Населённые пункты
| Населённый пункт | Статус  | Год основания | Площадь  | Население (2010) |
| ---------------- | ------- | ------------- | -------- | ---------------- |
| Голден           | деревня |               | 2 км²    | 644 чел.         |
| Клейтон          | деревня |               | 2 км²    | 709 чел.         |
| Колумбус         | деревня |               | 1 км²    | 99 чел.          |
| Котсберг         | деревня |               | 0,1 км²  | 147 чел.         |
| Куинси           | город   | 1825          | 37,81    | 40633 чел.       |
| Кэмп-Пойнт       | деревня |               | 2 км²    | 1132 чел.        |
| Ла-Прейри        | деревня |               | 1 км²    | 47 чел.          |
| Либерти          | деревня | 1822          | 1 км²    | 516 чел.         |
| Лима             | деревня |               | 1 км²    | 163 чел.         |
| Лорейн           | деревня | 1835          | 2,3 км²  | 313 чел.         |
| Мендон           | деревня |               | 1,8 км²  | 953 чел.         |
| Пайсон           | деревня | 1860          | 2,8 км²  | 1026 чел.        |
| Плейнвилл        | деревня | 1860          | 0,52 км² | 264 чел.         |
| Эрса             | деревня |               | 1,8 км²  | 626 чел.         |

## Демография
По данным переписи населения 2000 года, численность населения в округе составила 68 277 человек, насчитывалось 28 860 домовладений и 17 996 семей. Средняя плотность населения была 31 чел./км².
Распределение населения по расовому признаку:
- белые — 95,1 %
  - немецкого происхождения — 48,4 %
  - ирландского происхождения — 8,6 %
  - английского происхождения — 8,3 %
- афроамериканцы — 3,07 %
- коренные американцы — 0,16 %
- азиаты — 0,4 %
- латиноамериканцы — 0,83 % и др.

Для 97,2 % жителей родным (первым) языком был английский, для 1,3 % жителей — испанский язык.
Из 28 860 семей 31,1 % имели детей в возрасте до 18 лет, проживающих вместе с родителями, 54,2 % семей — супружеские пары, живущие вместе, 9,8 % — матери-одиночки, а 33,0 % не имели семьи. 28,5 % всех домовладений состояли из отдельных лиц и в 13,2 % из них проживали одинокие люди в возрасте 65 лет и старше. Средний размер домохозяйства 2,44 человека, а средний размер семьи — 3,0.
Распределение населения по возрасту:
- до 18 лет — 24,9 %
- от 18 до 24 лет — 8,8 %
- от 25 до 44 лет — 26,4 %
- от 45 до 64 лет — 22,4 %
- от 65 лет — 17,6 %

Средний возраст составил 38 года. На каждые 100 женщин приходилось 92,7 мужчин. На каждые 100 женщин возрастом 18 лет и старше приходилось 89,7 мужчин.
Средний доход на домовладение — $ 34 784, а средний доход на семью — $ 44 133. Мужчины имеют средний доход от $ 31 171 против $ 21 083 у женщин. Доход на душу населения в округе — $ 17 894. Около 7,4 % семей и 10 % населения находились ниже черты бедности, в том числе 12 % из них моложе 18 лет и 8,9 % в возрасте 65 лет и старше.